# Campeonato Europeo de Patinaje Artístico sobre Hielo de 1894
El III Campeonato Europeo de Patinaje Artístico sobre Hielo se realizó en Viena (entonces Imperio austrohúngaro) en enero de 1894. Fue organizado por la Unión Internacional de Patinaje sobre Hielo (ISU) y la Federación Austrohúngara de Patinaje sobre Hielo.

## Resultados

### Masculino
| Puesto | Nombre             | País              |
| ------ | ------------------ | ----------------- |
| Oro    | Eduard Engelmann   | Imperio austríaco |
| Plata  | Gustav Hügel       | Imperio austríaco |
| Bronce | Tibor von Földváry | Hungría           |

## Medallero
| Núm. | País              | Oro | Plata | Bronce | Total |
| ---- | ----------------- | --- | ----- | ------ | ----- |
| 1    | Imperio austríaco | 1   | 1     | 0      | 2     |
| 2    | Hungría           | 0   | 0     | 1      | 1     |
|      | TOTAL             | 1   | 1     | 1      | 3     |